# Потехин, Павел Сидорович
Павел Сидорович Поте́хин (1626, Кадницы — после 1691) — русский зодчий.

## Биография
Родился в селе Кадницы (ныне Кстовский район Нижегородской области) в семье кузнеца Сидора Леонтьева по прозвищу Потешка. Был крепостным вначале боярина Ф. И. Шереметева, с 1647 года — князя Я. К. Черкасского, с 1660-х годов князей Одоевских, с 1677 князя М. Я. Черкасского.
Принимал участие в строительстве Спасо-Преображенского собора в селе Павлово (позже получившего статус города). Первоначально работал там вместе с младшим братом Андреем кузнецом, в 1650-е годы уже как подмастерье-каменьщик. Пятиглавый кирпичный собор был построен в 1643—1666 годах на деньги Я. К. Черкасского, снесён в 1935 году.
Потехин собрал крупную строительную артель, с которой работал на строительстве храмов в подмосковных усадьбах Одоевских. В 1664—1665 годах была возведена церковь Святого Николая в селе Никольское-Урюпино для князя Н. И. Одоевского. В 1667 — храм Архангела Михаила в Архангельском для князя Я. Н. Одоевского. Обе церкви кирпичные, изначально трёхглавые — одноглавый центр с двумя одноглавыми приделами, украшены ярусами кокошников. В 1672—1680 годах артель построила Казанскую церковь в селе Марково (пятиглавый с одноглавной центральной частью).
В 1670—1674 годах артель Потехина возвела южные святые ворота с пятиглавой надвратной церковью Архангела Михаила в Желтоводском Макариевом монастыре, расположенном на Волге в посёлке Макарьево. С 1675 года Потехин построил для князя М. Я. Черкасского ряд зданий на территории Московского Кремля, до наших дней не сохранившихся: палаты в четыре этажа, пять служебных пристроек к ним, а также две церкви. По его же приказу в усадьбе Останкино в 1678—1683 годах был выстроен храм Троицы Живоначальной.
В 1688 году был заключён договор с князем М. Я. Черкасским, по которому Потехин в 1690-1691 годах вёл строительство в Свято-Троицком Островоезерском монастыре, расположенном на острове на озере Тосканка. Был построен западный двухэтажный жилой корпус с трапезной, Святые врата с надвратной церковью Святого Михаила Малеина и колокольней, укрепления с двумя угловыми круглыми башнями. Ансамбль монастыря был частично уничтожен в 1950-е годы, с 2007 года ведутся работы по его восстановлению.
Работы в монастыре предположительно являются последним проектом, выполненным Потехиным. В ноябре 1691 года он был отстранён от дел по старости и вернулся в своё родное село Кадницы. Среди учеников Потехина упоминаются Фёдор Перфильев, Кузьма Игнатьев, Семён Усков, Кузьма Взварыкин, сыновья Сергей и Давид.

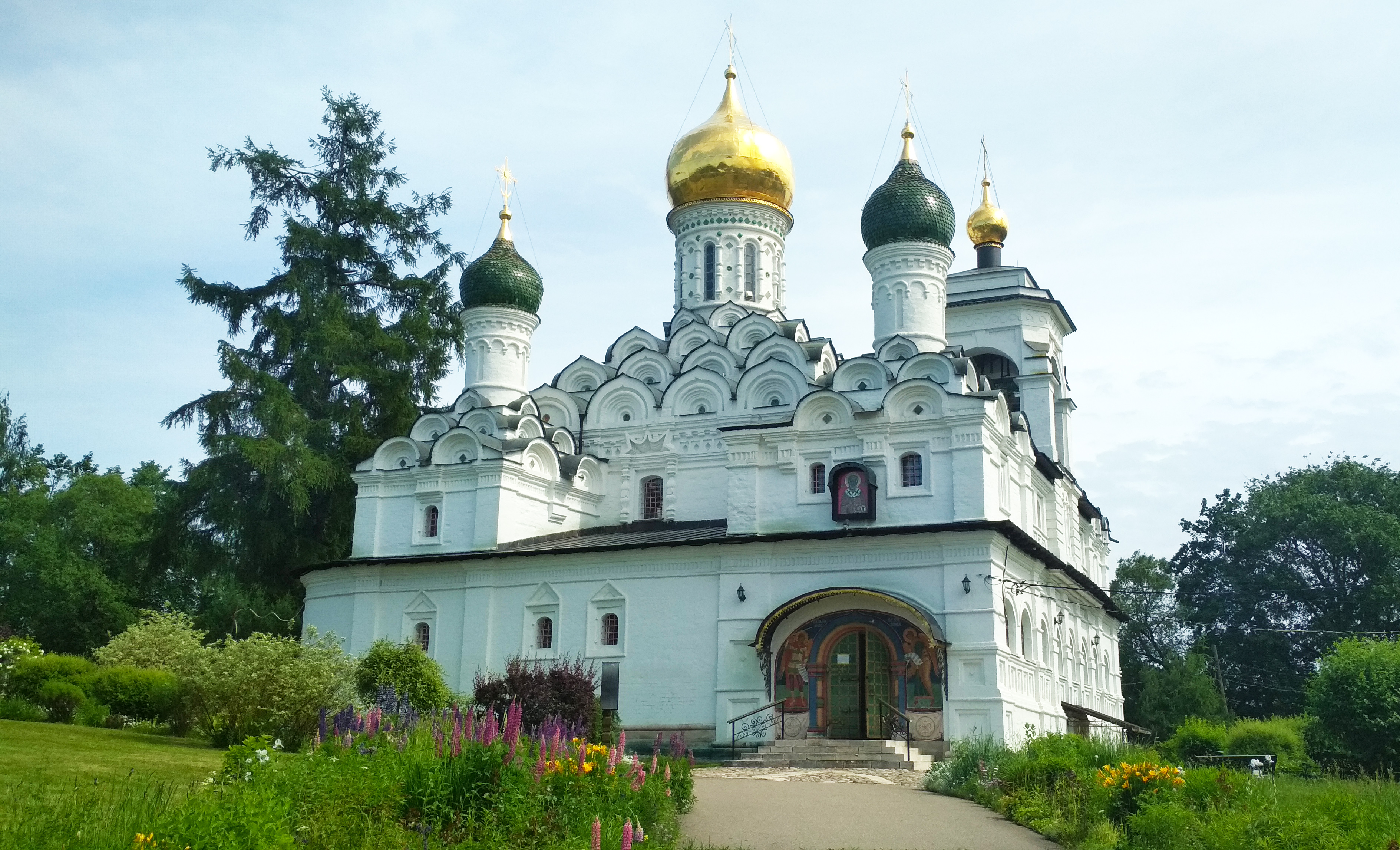
Церковь Святого Николая в селе Никольское-Урюпино
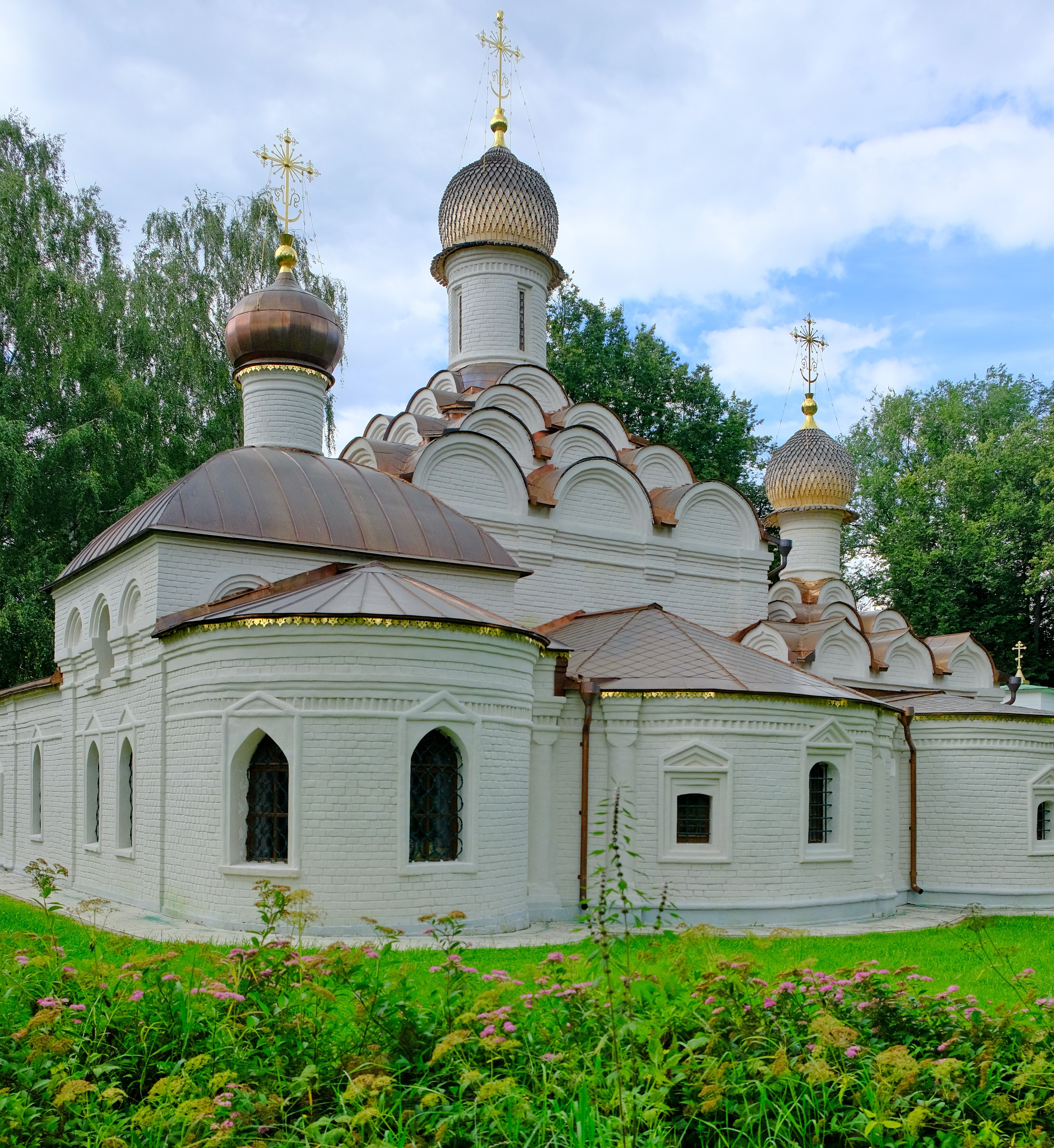
Храм Архангела Михаила в Архангельском
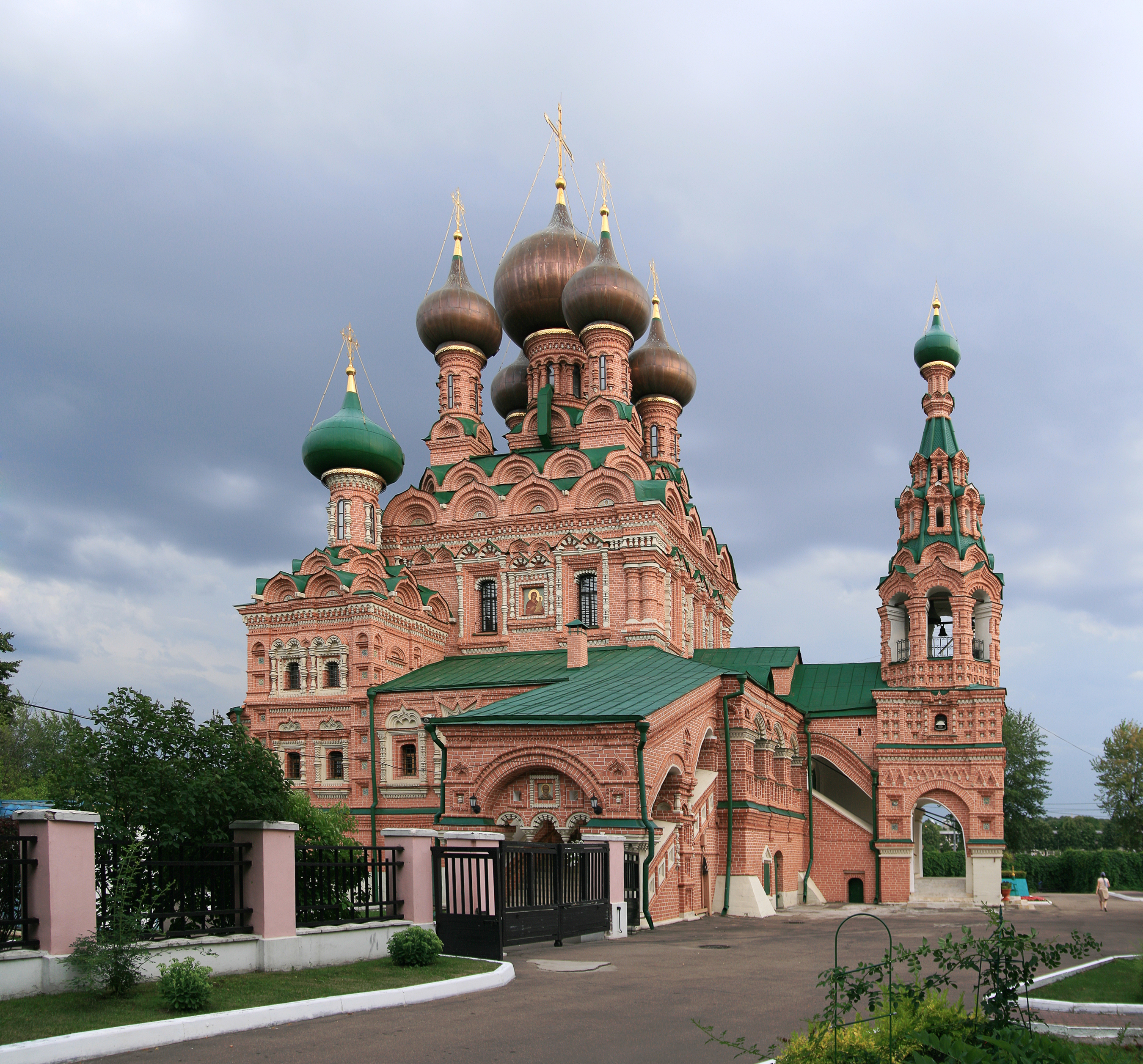
Храм Троицы Живоначальной в Останкине